# Sminthurides globocerus
Sminthurides globocerus är en urinsektsart som beskrevs av Folsom Amd Mills 1938. Sminthurides globocerus ingår i släktet Sminthurides och familjen Sminthurididae. Inga underarter finns listade i Catalogue of Life.